# Dortmunder Brauereiviertel
Das Dortmunder Brauereiviertel erstreckte sich auf der Rheinischen Straße, vom Westentor bis zur Dorstfelder Brücke im Westen der Dortmunder Innenstadt.

## Rheinische Straße
Die Rheinische Straße war auch als „Straße des Bieres“ und „Biermeile“ bekannt. An ihr erstreckten sich, parallel zur Eisenbahn, neben- und hintereinander, mehrere große Brauereien.
Am Westentor stand die Dortmunder Union-Brauerei mit ihrem 1926 errichteten Turmbau (Dortmunder U) und „erdrückte“ optisch die daneben gelegene Lindenbrauerei, die gegenüber der Dortmunder Thier Brauerei am Hiltropwall stand.
Westlich folgte die Dortmunder Ritter Brauerei, die Germania-Brauerei (Nr. 59) und an der Dorstfelder Brücke gelegen die Dortmunder Actien-Brauerei (Nr. 75).

## Andere Brauereistandorte im alten Stadtgebiet
Am Ostwall lag die Dortmunder Löwenbrauerei vorm. Peter Overbeck AG.
Im Süden der Innenstadt hatten entlang der Märkischen Straße die Dortmunder Victoria-Brauerei (Nr. 21), die Feldschlösschen-Brauerei Boemcke & Hueck (Nr. 54) und die Kronenburg-Brauerei (Nr. 81) ihre Anlagen. Etwas westlich davon (Hagener Straße / Ardeystraße) lag die Bergschlösschen-Brauerei Wencker & Co.
Im Südwesten stand – westlich des Kreuzviertels im Bereich Harnackstraße / Querstraße / Im Gildenpark – die Dortmunder Gildenbrauerei. In der Nähe des heutigen Tremoniaparks lag die Tremonia-Brauerei F. Lehmkuhl.